# Cavalli di Marly
I Cavalli di Marly (in francese Chevaux de Marly) sono due gruppi scultorei che rappresentano cavalli rampanti e i loro palafrenieri. Realizzati in marmo di Carrara, furono eseguiti tra il 1743 e il 1745 da Guillaume Coustou.

## Storia
I Cavalli di Marly furono commissionati nel 1739 da Luigi XV allo scultore Guillaume Coustou per ornare l'Abbeveratoio di Marly situato all'ingresso del parco del castello di Marly, in sostituzione di due gruppi scultorei. Questi, Mercurio a cavallo di Pegaso e La Fama a cavallo di Pegaso di Antoine Coysevox, erano stati in realtà spostati nel 1719 nei giardini delle Tuileries. I modelli furono scelti dal re nel 1743 e installati a Marly nel 1745, dopo soli due anni di lavori.
Nel 1794 vennero trasferiti in Place de la Concorde e nel 1840 furono restaurati da Louis-Denis Caillouette (1790-1868).
Nel 1984, per l'inquinamento e l'indebolimento causato dalla parata dei carri armati del 14 luglio che li aveva indeboliti, le statue furono sostituite da copie in marmo ricostituito realizzate da Michel Bourbon nell'officina di una filiale della Bouygues. Quest'ultima ne ha approfittato per chiedere il diritto di farne una copia supplementare, che è stata depositata presso la sede della Bouygues Construction. Gli originali sono conservati al Museo del Louvre, in un antico cortile dell'ala Richelieu trasformato in patio, chiamato per questo cortile di Marly.
Tra le ultimissime opere di Guillaume Coustou (morto nel 1746, un anno dopo il loro completamento), i Cavalli di Marly riscossero un notevole successo, tanto che furono oggetto di un'ampia proliferazione di repliche in piccola scala. Oltre a ciò, anticiparono l'entusiasmo degli artisti romantici, come Théodore Géricault, per i soggetti equestri.
I calchi dei Cavalli di Marly furono realizzati dallo scultore Michel Bourbon e posizionati nel 1985 nella loro collocazione originale, vicino all'abbeveratoio dell'antico castello di Marly, a Marly-le-Roi negli Yvelines. La direzione del progetto è stata affidata all'architetto Serge Macel.

## Descrizione
I Cavalli di Marly, o Cavalli tenuti dai palafrenieri, rappresentano una vera e propria impresa tecnica, risultato di un lavoro su blocchi monolitici di marmo di Carrara scolpiti in soli due anni. Il tema scelto si allontana da qualsiasi riferimento allegorico o mitologico, a differenza dei due gruppi scolpiti da Antoine Coysevox. Coustou raffigura semplicemente due cavalli focosi alle prese con i loro stallieri, nudi e muscolosi (schiavi nativi americani, con le loro faretre), con i corpi tesi per lo sforzo. Lo scultore rende con vividezza la lotta tra forze selvagge e contrapposte. I cavalli si impennano, le loro criniere sono arruffate, le loro narici e i loro occhi sono dilatati e i due animali lottano furiosamente con i loro padroni. Victor Hugo ammirava in modo particolare "questi marmi nitrenti che si ergono su una nuvola dorata".
Lo scultore ha osservato molto la natura, nella resa dell'anatomia equina e nell'espressione furiosa dei cavalli. Prese come modelli anche diversi gruppi scultorei raffiguranti cavalli, come i Dioscuri del Palazzo del Quirinale a Roma, e creazioni francesi come i Cavalli di Apollo scolpiti dai fratelli Gaspard e Balthazar Marsy per la Grotta di Teti a Versailles e, più di recente, il rilievo dei Cavalli del Sole, capolavoro dello scultore Robert Le Lorrain scolpito nel 1737 sulla facciata delle scuderie dell'Hôtel de Rohan.

## Galleria d'immagini

I calchi riprodotti al Castello di Marly
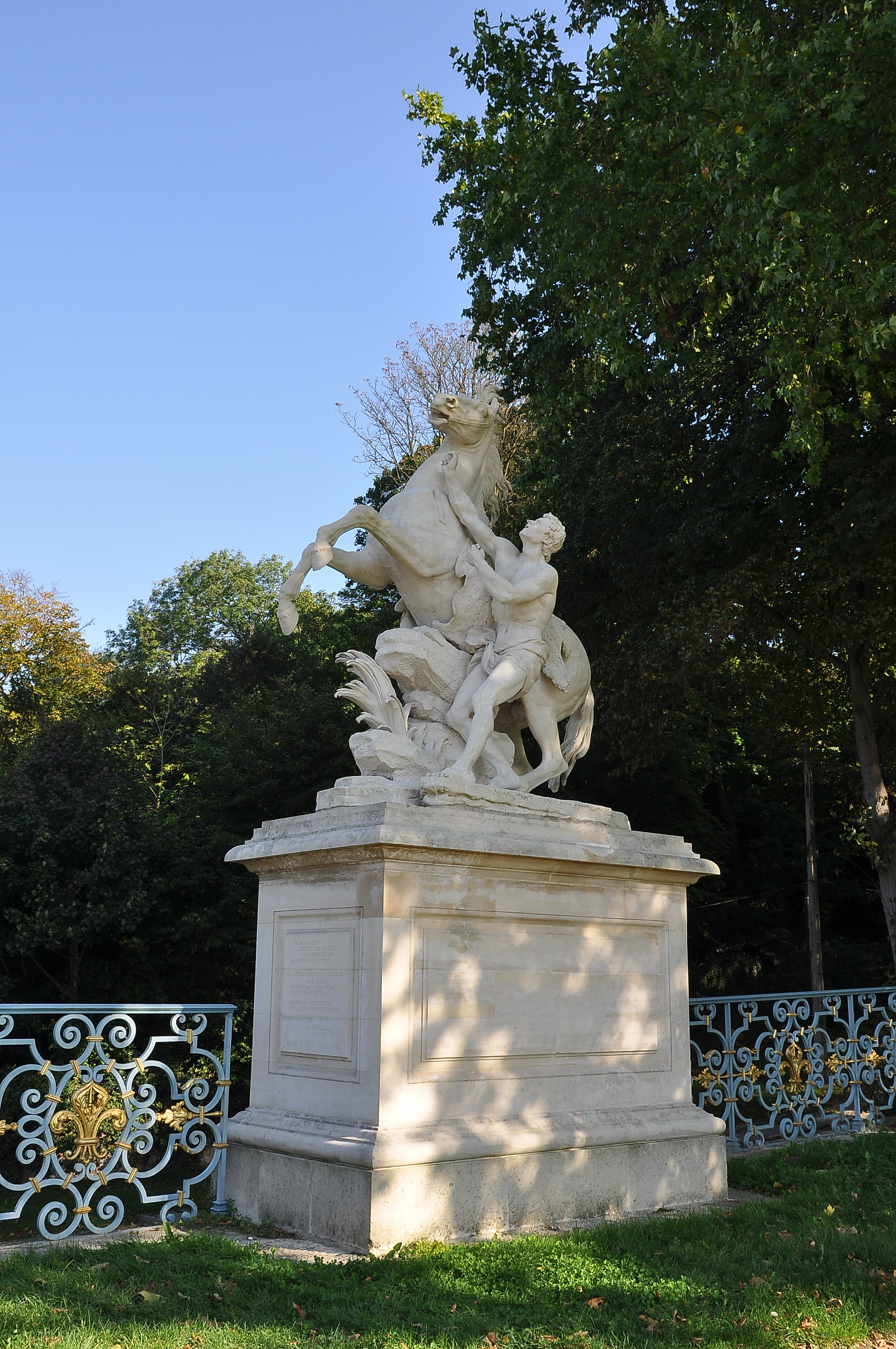
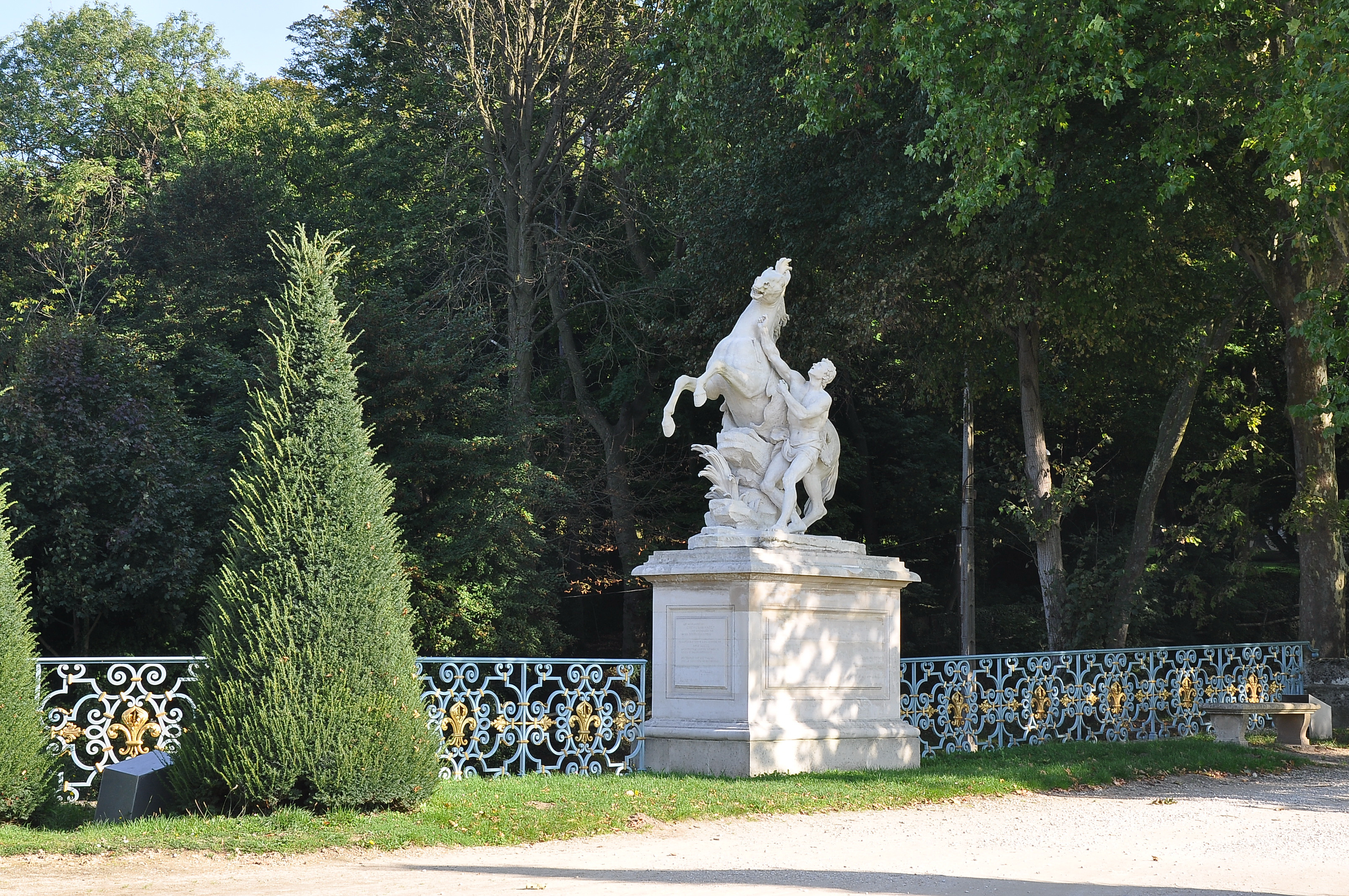

Sul viale degli Champs-Élysées
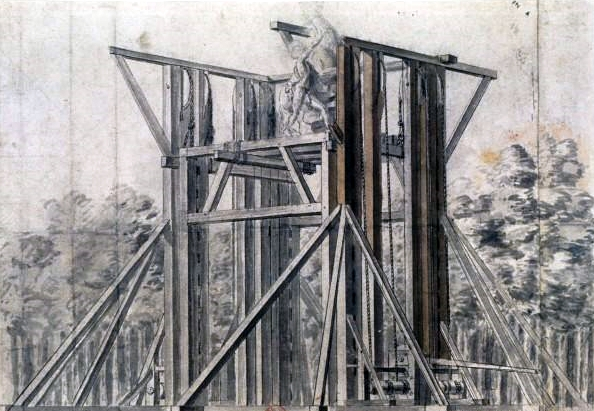
Installazione dei Cavalli di Marly sugli Champs-Élysées nel 1794
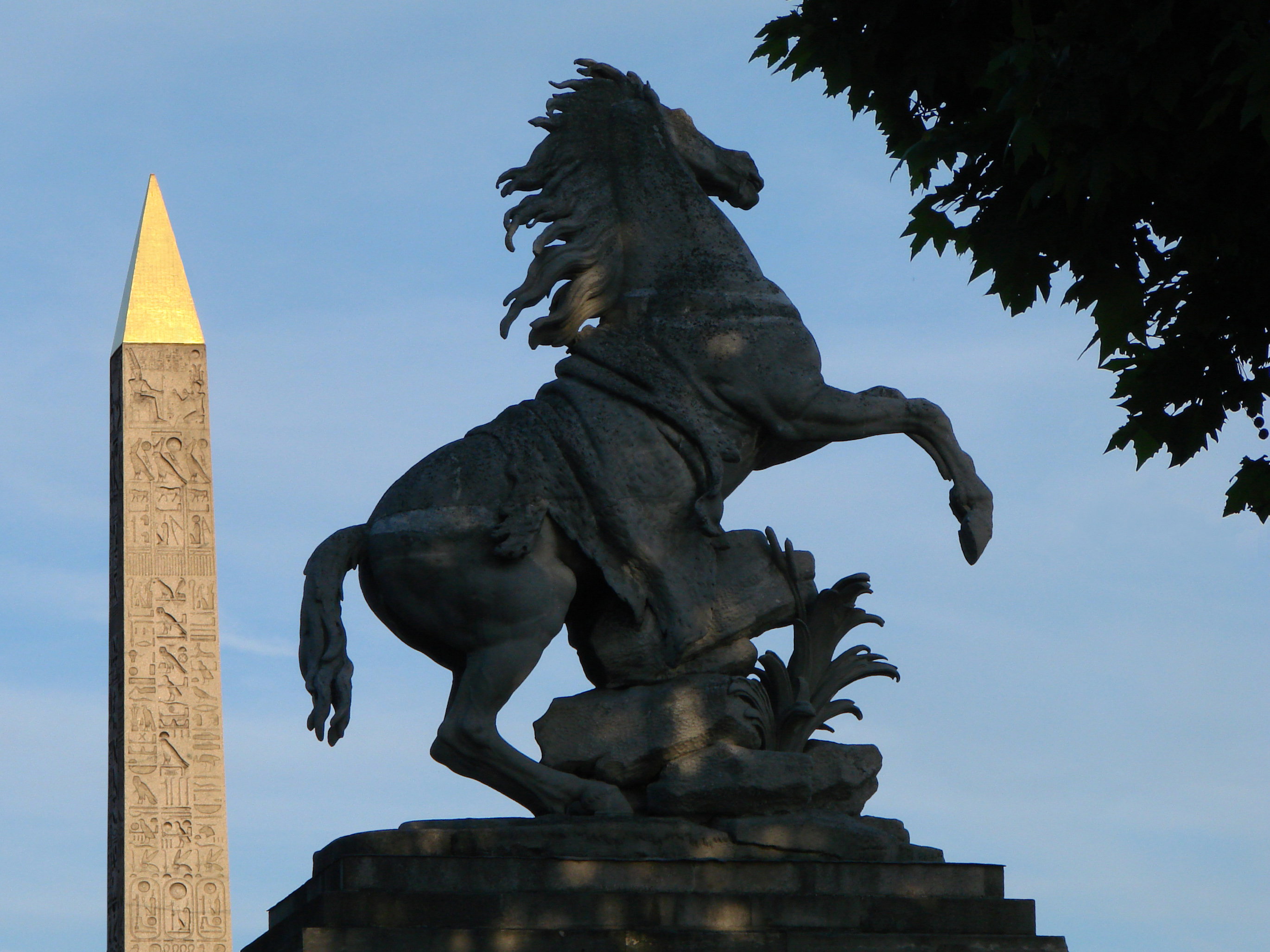
Copia dell'originale, dopo lo spostamento di quest'ultimo al Louvre